# Maxillaria grandiflora
Maxillaria grandiflora là một loài thực vật có hoa trong họ Lan. Loài này được (Kunth) Lindl. mô tả khoa học đầu tiên năm 1832.

## Hình ảnh

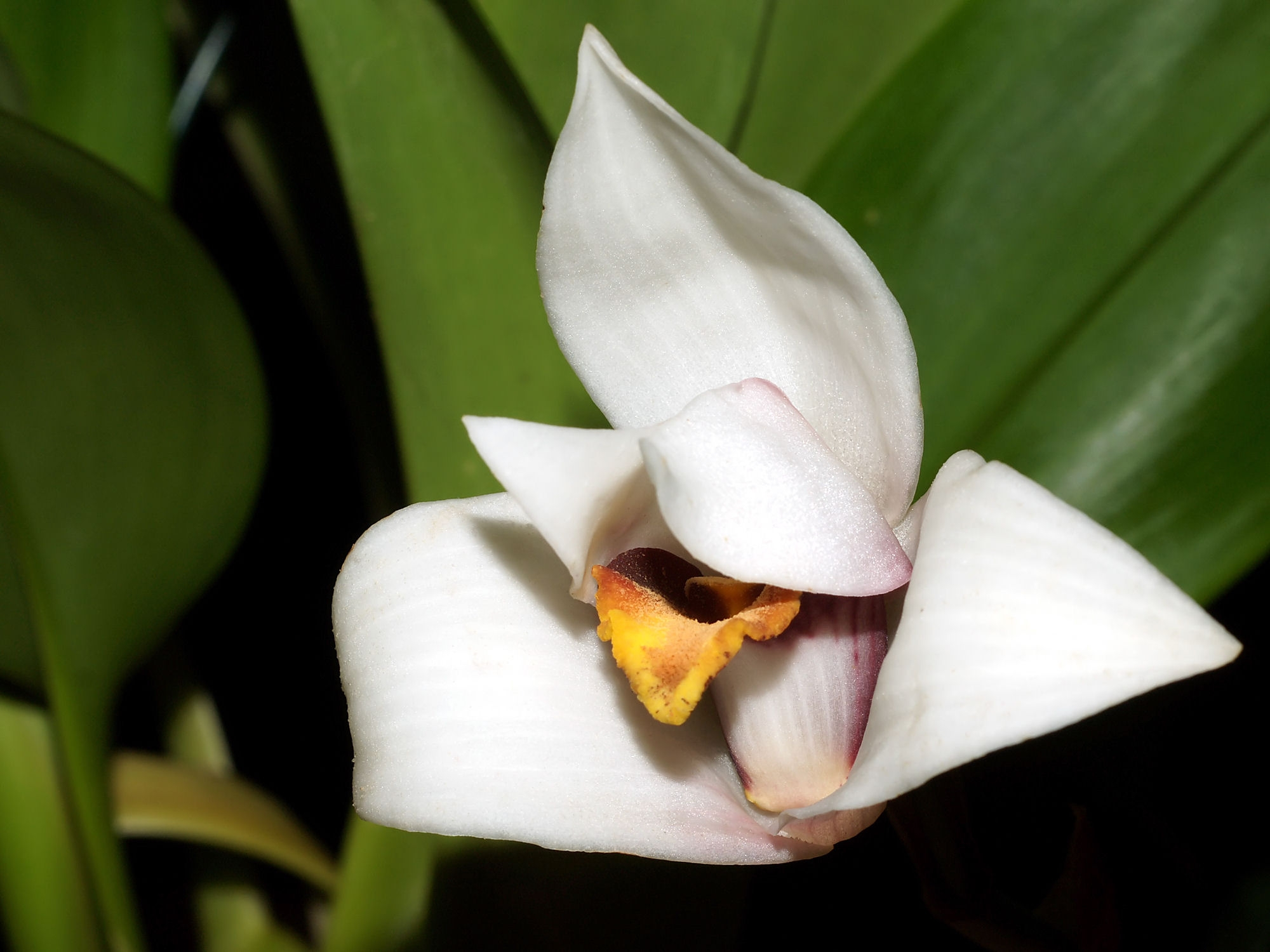